# Římskokatolická farnost Lázně Bělohrad
Římskokatolická farnost Lázně Bělohrad je územním společenstvím římských katolíků v rámci jičínského vikariátu královéhradecké diecéze.

## O farnosti

### Historie
Kostelík v osadě Nová Ves (tato osada byla předchůdkyní Lázní Bělohrad) je doložen již v roce 1354. Šlo původně o součást farnosti Svatojanský Újezd, která však později zanikla. V roce 1360 byl farní statut přenesen na kostel Všech svatých v Nové Vsi. Za třicetileté války místní duchovní správa zanikla. V roce 1659 byla v místě zřízena expozitura, na kterou byl jmenován sídelní kněz. Barokní kostel byl postaven roku 1689. Samostatná farnost byla obnovena v roce 1700.
V rámci procesu slučování farností Lázně Bělohrad afilovaly původně samostatné farnosti Choteč, Miletín a Mlázovice.

### Současnost
Farnost má sídelního duchovního správce, který spravuje pouze tuto jedinou farnost.

### Duchovní správci
- 1956–1985 R.D. Jan Mokrý (23. 4. 1925 - 14. 12. 1985) (interkalární administrátor)
- 1985–1990 Mons. Josef Kajnek (administrátor)
- 1991–1995 R.D. Václav Groh (administrátor, později vstoupil do řádu paulánů na Vranově u Brna)
- 1995–2001 R.D. ThLic. Pawel Szumilas (administrátor)
- 2001–2008 R.D. Mgr. PaedDr. Jiří Vojtěch Černý, OMelit. cap. Mag. (administrátor)
- 2008–2009 R.D. Mgr. Jan Barborka (administrátor)
- 2009–současnost R.D. ThLic. Grzegorz Puszkiewicz (od 1. 11. 2018 farář)

| Kostel                      | Místo             | Bohoslužba                                                  | Bohoslužba                                                            | Poznámka        |
| --------------------------- | ----------------- | ----------------------------------------------------------- | --------------------------------------------------------------------- | --------------- |
| Kostel sv. Petra a Pavla    | Brtev (Byšičky)   | neslouží se pravidelně                                      | neslouží se pravidelně                                                | filiální kostel |
| Kostel sv. Jakuba a Ondřeje | Červená Třemešná  | 4. neděle v měsíci                                          | 11.00                                                                 | filiální kostel |
| Kostel sv. Jiří             | Hřídelec          | 4. sobota v měsíci                                          | 18.00                                                                 | filiální kostel |
| Kostel sv. Mikuláše         | Choteč            | 2. sobota v měsíci                                          | 18.00                                                                 | filiální kostel |
| Kostel Všech svatých        | Lázně Bělohrad    | neděle úterý čtvrtek pátek                                  | 9.00 18.00 18.00 (od 17.15 adorace) 18.00                             | farní kostel    |
| Kostel Zvěstování Páně      | Miletín           | neděle                                                      | 11.00 (4. neděli v měsíci bohoslužba slova, ostatní neděle Mše svatá) | filiální kostel |
| Kaple sv. Jana Nepomuckého  | Miletín           | neslouží se pravidelně                                      | neslouží se pravidelně                                                | kaple           |
| Kostel Nejsvětější Trojice  | Mlázovice         | neděle                                                      | 7.30                                                                  | filiální kostel |
| Kostel sv. Jana Křtitele    | Svatojanský Újezd | 2x ročně (pouť a výročí posvěcení kostela) v neděli v 11.00 | 2x ročně (pouť a výročí posvěcení kostela) v neděli v 11.00           | filiální kostel |